# Croscombe
Croscombe – wieś w Anglii, w hrabstwie Somerset, w dystrykcie (unitary authority) Somerset. Leży 28 km na południe od miasta Bristol i 174 km na zachód od Londynu. W 2001 miejscowość liczyła 606 mieszkańców.